# Paon spicifère
Pavo muticus
 (mai 2013).
Espèce
Statut de conservation UICN

 EN A2cd+3cd+4cd : En danger
Statut CITES
Le Paon spicifère (Pavo muticus) est une espèce d'oiseau galliforme de la famille des phasianidés. Il est originaire d'Asie du Sud-Est. Ce paon vert a divergé du paon bleu il y a 70 000 ans. Il tire son nom normalisé de sa huppe en épis tandis que son nom scientifique signifie « paon muet ».

## Description
Le Paon spicifère mâle mesure environ 250 cm pour une masse de 5 kg tandis que la femelle est nettement plus petite (environ 85 cm).

## Distribution
Elle s’étendait autrefois du nord-est de l’Inde et du Bangladesh au Myanmar, au sud de la Chine (ouest et sud-ouest du Yunnan), à la Thaïlande, au Laos, au Cambodge, au Viêt-nam, à la péninsule Malaise et à Java. 

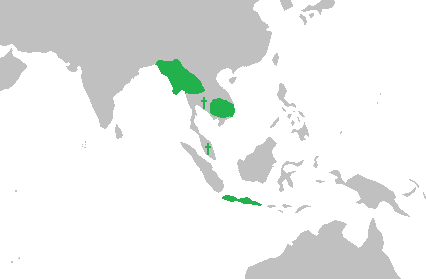
Répartition du paon spicifère

L’espèce est maintenant éteinte dans la péninsule Malaise, en Chine et probablement aussi au Bangladesh et dans le nord-est de l’Inde.

## Sous-espèces

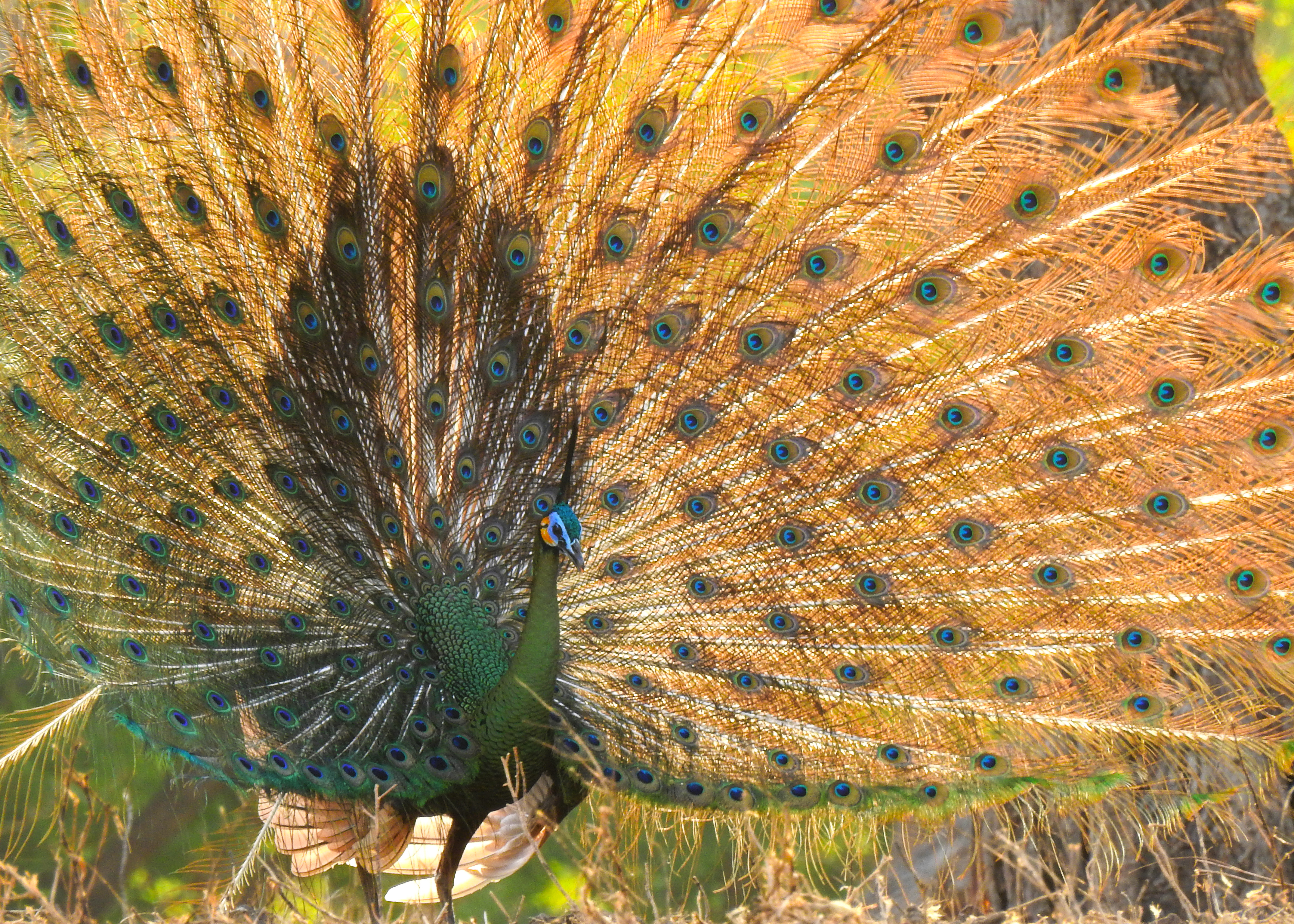
Paon muticus muticus dans le parc national de Baluran à Java, Indonésie. Novembre 2018.

Cet oiseau est représenté par 3 sous-espèces :
- P. m. muticus Linné, 1766 (paon spicifère de Java) : Java ;
- P. m. imperator Delacour, 1949 (paon spicifère d’Indochine) : ensemble de l’Indochine, extrême sud du Yunnan, Thaïlande au nord de l’isthme de Kra et l’est du Myanmar, vers l’ouest probablement jusqu’à la ligne de partage des eaux entre la Salouen et l’Irrawaddy ;
- P. m. spicifer  (Shaw & Nodder, 1804) (paon spicifère de Birmanie) : nord-est de l’Inde et nord-ouest du Myanmar (à l’ouest de la rivière Irrawaddy où il est peut-être éteint).

## Dénomination
Le nom latin muticus, attribué par Linné en 1766, est dérivé d’un autre mot latin mutilus  qui signifie « mutilé, raccourci, tronqué » et non « muet » comme on peut le lire dans de très nombreux ouvrages (Delacour compris). En effet, Linné l’avait nommé Pavo muticus d’après une ancienne description d’Aldrovandi (botaniste italien, 1522-1605) qui l’avait lui-même appelé « paon du Japon » et décrit d’après un dessin envoyé au pape par l’empereur du Japon… L’histoire ne nous dit pas si le paon du dessin était représenté avec une queue tronquée ou bien s’il s’agissait d’un mâle sub-adulte ou encore d’une femelle mais c’est l’explication la plus probable. La seconde erreur de Linné est d’avoir repris cette information non vérifiée en admettant le Japon comme lieu d’origine. Enfin ce terme est totalement inapproprié pour l’une des espèces de faisans les plus grandes : la longueur totale peut approcher trois mètres (dont 1,60 m de traîne) pour certains vieux mâles. Le nom français « spicifère » (littéralement « porte-épi ») a été attribué par Buffon en raison de la forme de sa huppe en épi comparativement à celle du paon bleu qui est en éventail.

## Historique
Le paon spicifère a abondamment alimenté la mythologie bouddhiste et shintoïste en Chine et au Japon où il était représenté sur des peintures et célébré dans des poèmes. On importait alors des paons d’Indochine, de Malaisie et de Java. L’arrivée en Europe du paon spicifère est cependant beaucoup plus tardive que celle du paon bleu. On pense qu’elle remonte au XVIIIe siècle car Bennett signale la présence de deux exemplaires vivants au zoo de Londres en 1831, envoyés de Birmanie par Lord Holmesdale. Polvliet déclare avoir élevé des jeunes en Hollande avant 1872 et Cornély (Bulletin de la Société d’acclimatation, 1874) rapporte en avoir obtenu en France en 1873.

## Habitat
Le paon spicifère est inféodé à la forêt ouverte, mixte et décidue, persistante ou semi-persistante, à larges feuilles, particulièrement le long des rivières ou à proximité des zones humides, en lisière de forêts, dans les formations secondaires ou de bambous, jusqu’à 915 m.

## Alimentation
Beebe (1931) avait remarqué à Java que lorsque les termites sont abondants, le paon spicifère dédaigne les autres types de nourriture. Ses analyses de jabots ont confirmé cette prédominance de termites à côté de baies, de graines d’herbes, de poivriers, de pétales de fleurs, de criquets, de sauterelles et de petites phalènes. Le fait qu’il se nourrisse occasionnellement dans les zones de cultures (Madge & McGowan 2002) suggère une consommation de graines et de fruits cultivés.

## Comportement non social
Beebe (1918-22) avait observé que les groupes de paons mènent une vie très sédentaire, se nourrissant à différents endroits de leur territoire mais en gardant toujours les mêmes sites de dortoir et d’abreuvoir. Ils arrivent silencieusement chaque matin à la rivière où ils passent environ une demi-heure à boire et à se lisser les plumes. Cet auteur avait remarqué plus particulièrement un groupe composé d’un mâle, de deux femelles et d’un sub-adulte qui se dirigeait vers un ensemble de termitières pour s’y nourrir, le mâle très circonspect, fermant la marche.

## Comportement social

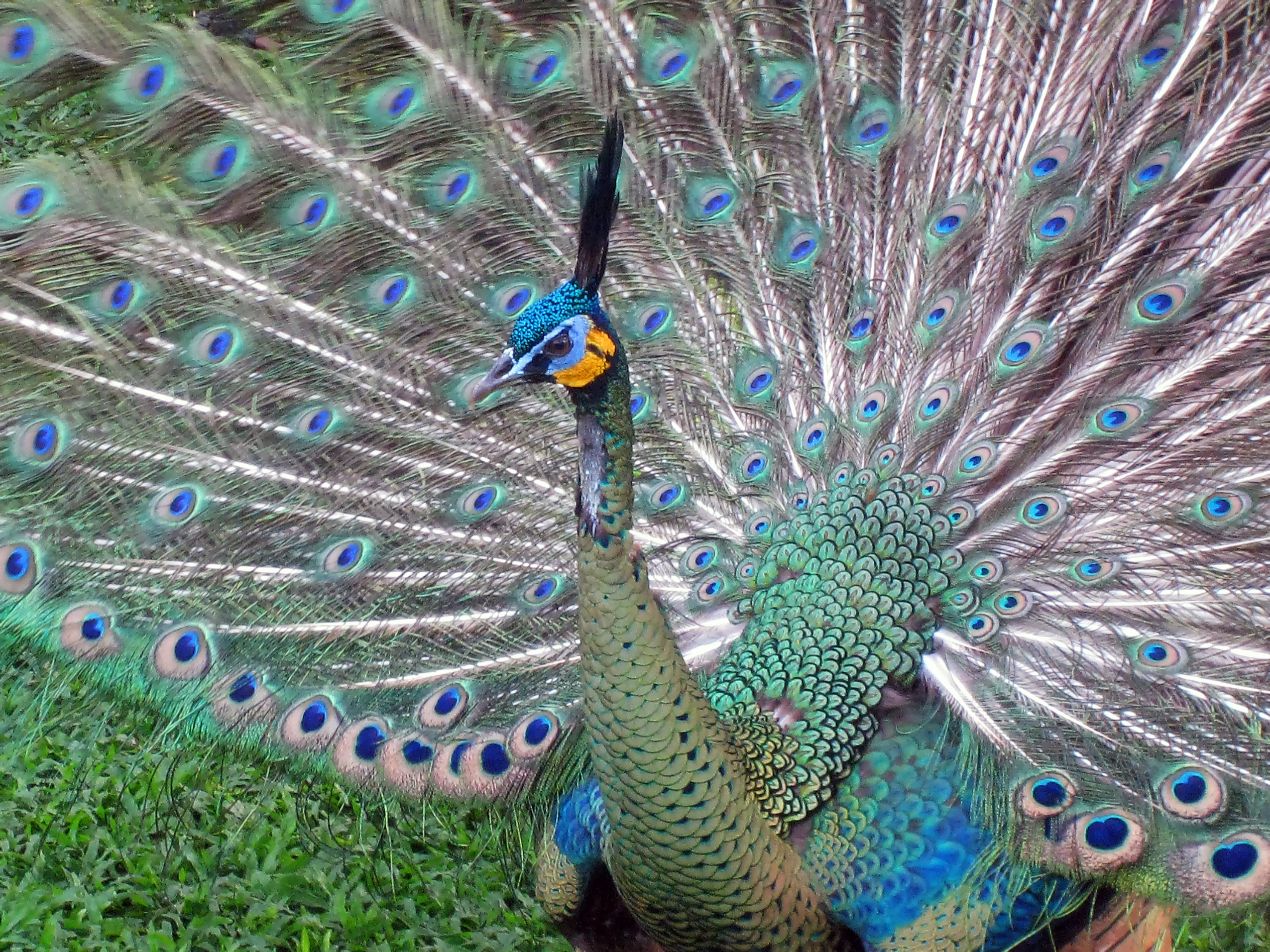
Roue de Pavo muticus

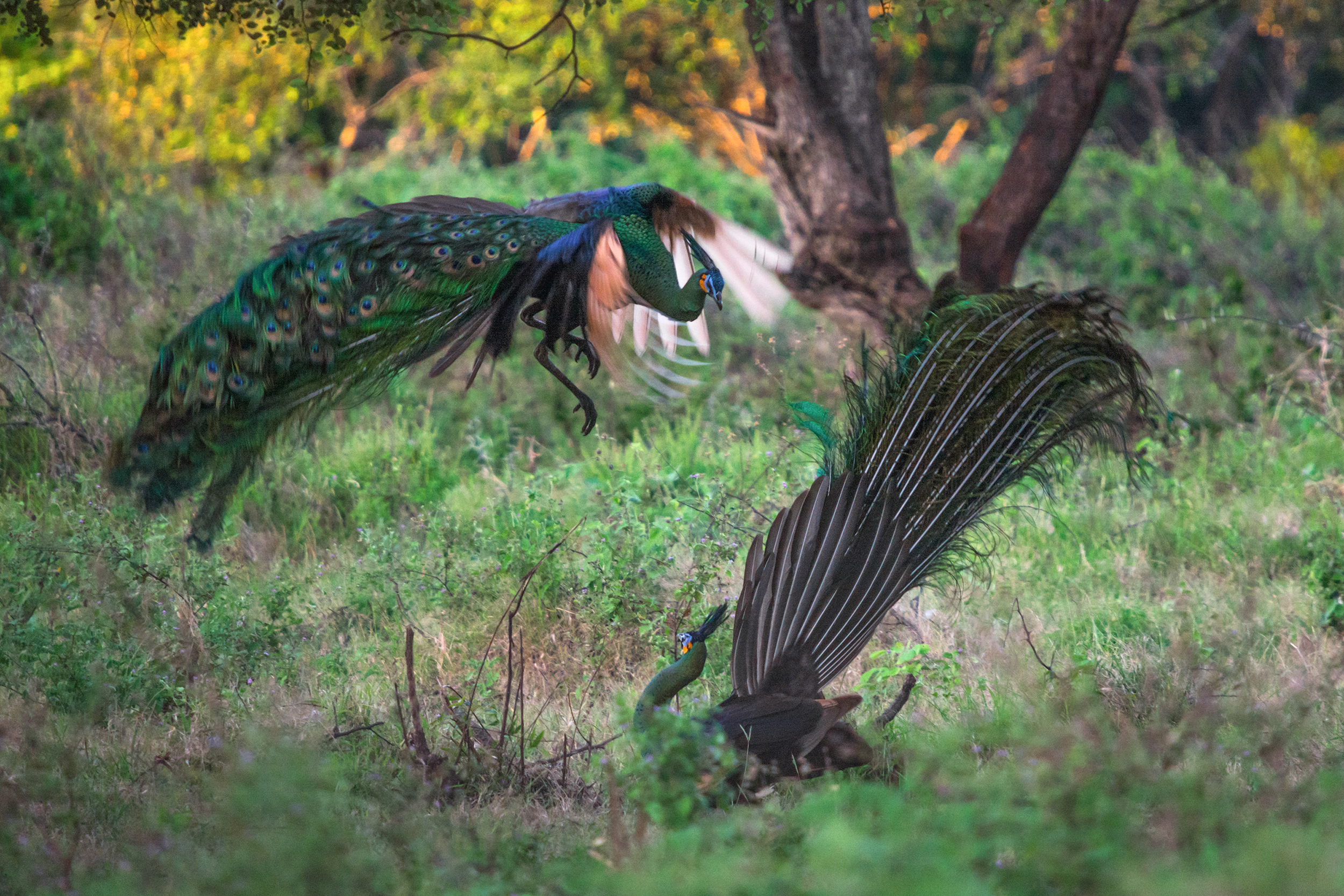
Combat entre mâles. Dans le Parc national de Baluran, en Indonésie.

Les combats entre mâles sont aussi fréquents que chez le paon bleu et la parade nuptiale similaire mais on ne sait pas vraiment si le paon spicifère adopte le même comportement social en ce qui concerne la défense du territoire visité par les femelles, c’est-à-dire le lek.

## Voix
Elle diffère de celle du paon bleu par son timbre globalement moins criard et moins perçant. Le mâle lance un « kè-wo » sonore et claironnant, portant loin et souvent répété. La femelle, à la voix plus basse, émet un « ha-o-ha » résonnant et répété aussi plusieurs fois. Enfin les deux sexes produisent un puissant cri d’alarme « kwokkwok-kwok ».

## Reproduction et nidification
Les mâles deviennent matures à trois ans et les femelles, un peu plus précoces, entre deux et trois ans. 
La période de nidification semble liée à celle de la mousson. Dans le nord-est de l’Inde, la saison de reproduction a lieu de janvier à avril mais la période de juillet à septembre a aussi été rapportée. Au Bangladesh, elle a lieu en avril et en mai tandis qu’à Java, elle dure d’août à octobre. Dans la péninsule malaise, elle s’étend de novembre à mai avec le plumage nuptial complet en janvier-février et la perte de la traîne en juin-juillet. Le nid est construit sur le sol, habituellement bien dissimulé dans la végétation mais avec une bonne visibilité face au danger.
La ponte comporte généralement trois à cinq œufs. L'incubation dure 28 jours.

## Répartition
Le paon vert vit du Nord de l'Inde et au Bangladesh jusqu'au Vietnam, au Laos, au Cambodge, au Myanmar, au Sud de la Chine (au Sud-Ouest du Yunnan), au Sud-Est du Tibet, en Malaisie et à Java.
En Nouvelle-Zélande, notamment dans la vallée de Waiotahé, il a été introduit par les colons britanniques ; de nombreux individus sont retournés à l'état sauvage. Actuellement, les agriculteurs le considèrent comme une peste animale et exercent des pressions sur les autorités pour son éradication. Certains habitants, au lieu de le persécuter, aident cet oiseau à survivre pendant la saison hivernale.
Des espèces totalement éteintes dans le monde sauvage ont été réintroduites, comme le paon vert (Pavo muticus) de Tenasserim en Malaisie. Cependant, dans certains cas, une sous-espèce inadéquate fut réintroduite et il existe toujours une controverse pour savoir quelle fut la forme utilisée : malaisienne, javanaise ou de Tenasserim. Il est possible que les oiseaux choisis pour les dernières réintroductions ne correspondent pas à l’espèce d’origine. Des articles dans la presse locale avaient en effet prétendu faussement que la forme malaisienne éteinte était génétiquement identique à la forme sauvage vivant à Java, alors que les deux sous-espèces sont en fait génétiquement différentes.
Les images des oiseaux prises près du zoo de Malacca ne correspondent à aucune de ces deux formes, au lieu de cela les oiseaux semblent identiques à une sous-espèce plus mate, le Paon vert P. m. Spicifer. Malgré cela, les images ont été identifiées comme celle d’une sous-espèce en danger, voire éteinte connue sous le nom de paon vert de Tenasserim, qui est cousine du Spicifer. Les tests ADN, effectués en comparaison avec des peaux conservées dans les musées, ont cependant montré que les oiseaux réintroduits correspondaient à des oiseaux qui vécurent là, de telle sorte que soit le Spicifer/Tenasserim fut aussi retrouvé en Malaisie, soit les deux formes furent employées lors de la réintroduction.

## Population et statut de conservation
L’espèce est classée comme globalement « vulnérable » (Fuller & Garson 2000), le statut, variable selon les sous-espèces, est bien décrit dans la Monographie des faisans (volume 2) de Hennache & Ottaviani (2006).
La population mondiale est inférieure à 10 000 individus, aussi l'espèce est considérée comme étant en danger par l'UICN. Elle est classée en annexe II par la CITES.